# Garett Bischoff
Garett Bischoff (nascido em 20 de abril de 1984) é um lutador americano de wrestling profissional e ex-árbitro, que trabalha para a Total Nonstop Action Wrestling (TNA).

## Início da vida
Bischoff nasceu em 1984 sendo filho da personalidade de wrestling e o produtor de televisão Eric Bischoff e sua esposa Loree. Garett tem um irmã mais nova chamada Montanna.

## Carreira no wrestling profissional

### Immortal e rivalidade com Eric (2010–2012)
Bischoff fez sua estreia como um árbitro para a Total Nonstop Action Wrestling, sob o nome de Jackson James em 7 de novembro de 2010 no Turning Point. Garett foi oficialmente revelado (na história) durante uma luta entre Sting e Hulk Hogan em 16 de outubro de 2010 no Bound for Glory como o filho de Eric Bischoff, quando Garett relutantemente tocou o sino do ringue para uma submissão, o que levou a Eric a bater em seu filho com uma cadeira de aço na luta seguinte, iniciando um rivalidade entre o dois, no processo de remover-lo do Immortal para se tornar um mocinho.
Na edição de 10 de novembro de 2011 do Impact Wrestling, Bischoff fez sua estreia no wrestling contra Gunner e ganhou por desqualificação depois de Ric Flair interferir. Em 17 de novembro na edição do Impact Wrestling, Bischoff derrotou Gunner novamente, desta vez por pinfall. Na edição de 8 de dezembro do Impact Wrestling, Bischoff derrotado Gunner de novo, mas após a luta Gunner iria lhe aplicar um Piledriver no piso de concreto, ferindo ele na história. Garett voltou na edição de 5 de janeiro de 2012, do Impact Wrestling , em um segmento nos bastidores onde Sting lhe disse que ele não era mais um árbitro e estava sendo oficialmente integrado ao roster da TNA. Na edição de 2 de fevereiro do Impact Wrestling, Hulk Hogan retornou e foi revelado como treinador de Bischoff. Em 12 de fevereiro no Against All Odds, Bischoff, com Hogan no seu canto, foi derrotado por Gunner, que tinha Eric Bischoff no seu canto, em uma luta simples. Na edição de 8 de março do Impact Wrestling, Bischoff uniu-se com Jeff Hardy para derrotar Gunner e Kurt Angle em seu primeiro evento principal. Em 15 e 22 de março nas edições do Impact Wrestling, Bischoff iria sobreviver a dois desafios do Beat the Clock contra a Angle, primeiro em cinco minutos e segundo em três. Em 15 de abril no Lockdown, Garett e seu pai eram os capitães opondo as equipas na anual luta Lethal Lockdown. Garett venceu a luta para a sua equipe ao fazer o pinfall em seu pai, forçando ela a sair da TNA.

### Várias rivalidades e Aces & Eights (2012–2013)

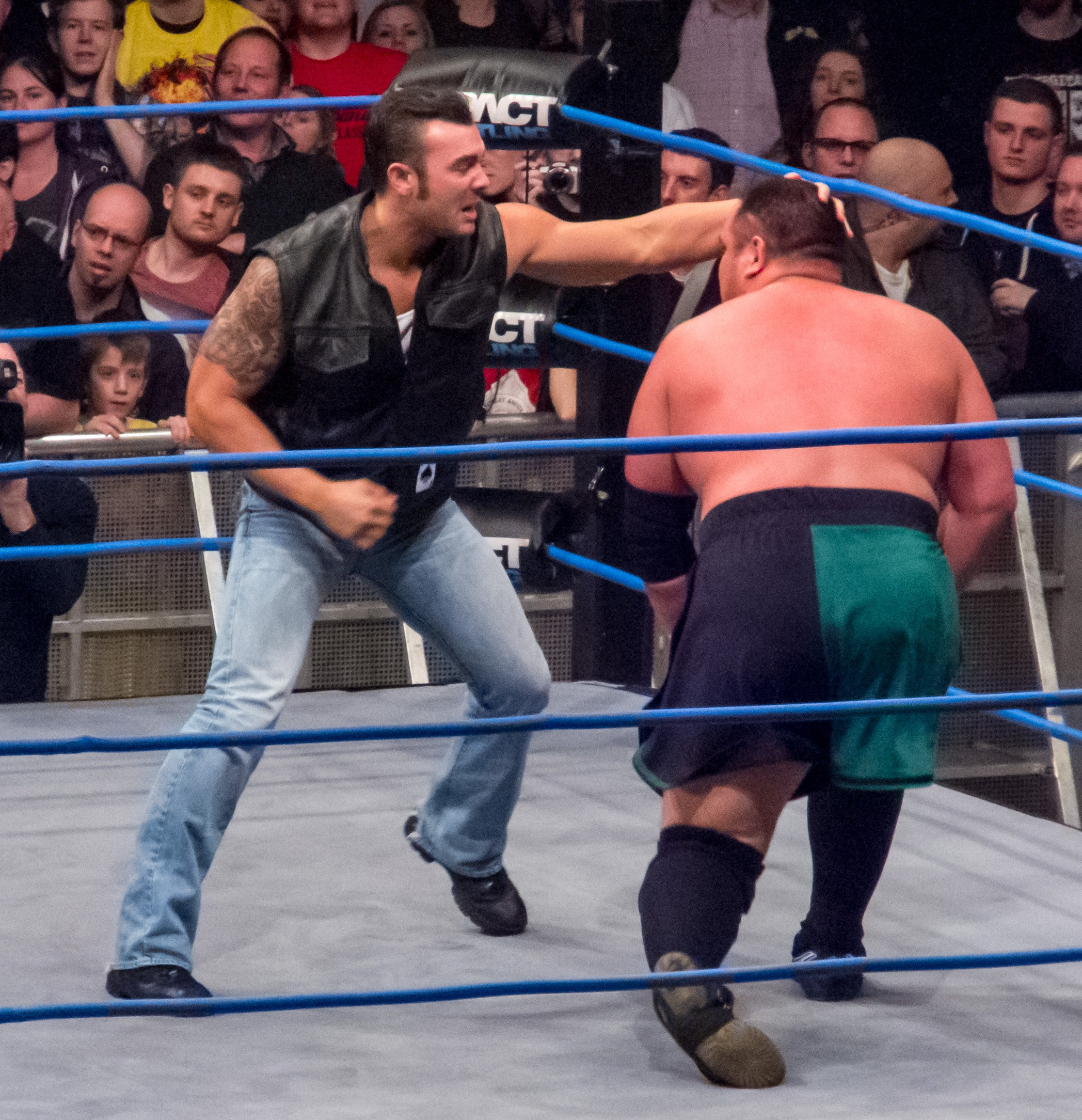
Bischoff como membro dos Aces & Eights, atacando Samoa Joe.

No dia 24 de maio no episódio do Impact Wrestling, Bischoff recebeu sua primeira chance pelo TNA Television Championship, mas sua luta com Devon terminou sem vencedor, seguindo interferência a partir de Robbie E e Robbie T. Após o combate, Bischoff e Devon uniram-se para afastar fora o ataque dos dois. Em 10 de junho no Slammiversary, Bischoff e Devon derrotou os Robbies em uma luta de duplas. Bischoff retornou ao impact Wrestling em 9 de agosto, quando ele e Devon sem sucesso desafiou Christopher Daniels e Kazarian pelo TNA World Tag Team Championship. A aliançade Bischoff do com Devon terminou em 29 de agosto, depois de Devon anunciou ele havia se separado da TNA. No entanto, Devon retornou a TNA em 14 de outubro de 2012, como parte do grupo de vilões dos Aces & Eights. Em 15 de novembro no episódio do Impact Wrestling, Bischoff fez dupla com Kurt Angle para derrotar Devon e outro membro mascarado dos Aces & Eights, apesar de quaisquer interferências durante do lado de fora a partir do resto do Aces & Eights e Wes Brisco. No pay-per-view Final Resolution juntamente com Angle, Samoa Joe e Brisco, derrotaram Devon, DOC e outros dois membros mascarados da gangue em uma luta de quartetos.  No episódio seguinte do Impact Wrestling, Bischoff e Brisco se uniram para derrotar Robbie E e Robbie T em uma luta de duplas.
No episódio de 31 de janeiro do Impact Wrestling, Bischoff e Brisco revelaram-se como membros dos Aces & Eights e atacaram Kurt Angle, transformando-se num vilão no processo. Bischoff explicou seus atos na semana seguinte, alegando que ele não tem o respeito do fãs. Bischoff lutou pela primeira vez como um membro dos Aces & Eights no próximo episódio do Impact Wrestling, perdendo para Samoa Joe por desqualificação após interferência de Wes Brisco. Em 10 de março no Lockdown, os Aces & Eights, compostos por Bischoff, Devon, DOC, Mike Knox e Mr. Anderson foram derrotados pelo time da TNA, composto por Eric Young, James Storm, Magnus, Samoa Joe e Sting em uma luta Lethal Lockdown. Bischoff e Brisco derrotaram Angle no Impact Wrestling de 18 de abril, após a ajuda do vice-presidente do grupo, D'Lo Brown. No episódio de 5 de setembro do Impact Wrestling, Bischoff e Brisco derrotaram os campeões mundiais de duplas da TNA James Storm e Gunner em um combate sem o título em jogo.
Em 7 de novembro no episódio do Impact Wrestling, Bischoff e Knux e Tazz mostraram desprezo pelos Aces & Eights devido a forma egoísta e autonômica do presidente doa gangue, Bully Ray, mas isto acabou por ser uma farsa, servindo apenas para atrair a atenção do antigo membro do grupo, Mr. Anderson. No episódio seguinte do Impact Wrestling, Anderson atacou Bischoff com um piledriver após o combate entre Kurt Angle e Austin Aries. No Impact Wrestling: Turning Point, Anderson derrotou Bully Ray, e de acordo com uma estipulação previa, os Aces & Eights tiveram que se separar.

## Vida pessoal
Em 2011, Bischoff se casou com com Mary Jane Ferguson. Ele é um bom amigo para lutadores companheiros da TNA; Kurt Angle, Wes Brisco e Devon.

## No wrestling
- Movimentos de finalização
  - Snapmare driver
- Movimentos característicos
  - Clotheline
  - Running Shoulder block
  - Dropkick
  - Flapjack
- Gerentes
  - Hulk Hogan[9]
- Alcunhas
  - "The future of the business"
  - "Bisch"
- Temas de entrada
  - "Loaded Gun" por Dale Oliver[33] (11 novembro de 2011 - 24 de janeiro de 2013)
  - "Deadman's Hand (Instrumental)" por Dale Oliver (31 janeiro de 2013 - 21 de novembro de 2013; usado enquanto membro dos Aces & Eights)[34]

## Campeonatos e prêmios
- Pro Wrestling Illustrated
  - O PWI classificou-o em #235 dos 500 melhores lutadores individuais na PWI 500 em 2013[35]